# Jiří Pešek
Jiří Pešek (* 10. února 1954, Praha) je český historik působící na Univerzitě Karlově v Praze.

## Biografie
Vystudoval archivnictví a dějepis na Filozofické fakultě Univerzity Karlovy, poté působil v Archivu hlavního města Prahy. Specializoval se na raný novověk a obecně na dějiny měst, vzdělanosti a kultury. Jako zástupce ředitele AHMP se na počátku 90. let podílel na vypracování nové archivní legislativy a v téže době začal externě přednášet na Katedře pomocných věd historických a archivnictví FF UK.
V průběhu let se těžiště jeho badatelské práce postupně přesunulo do oblasti moderních dějin se specializací na německy hovořící země. Od roku 1994 do roku 2012 působil na Institutu mezinárodních studií FSV UK, dlouhodobě jako vedoucí Katedry německých a rakouských studií a po několik let ve funkci ředitele. Momentálně je profesorem Historického modulu FHS UK. 
Tři roky předsedal Sdružení historiků ČR a sedm let české sekci Česko-německé komise historiků. Spolu s Jaroslavem Pánkem vede redakci Českého časopisu historického, je členem řady vědeckých orgánů a pravidelně přednáší na univerzitách v zahraničí. V roce 2007 obdržel od německého prezidenta Horsta Köhlera Kříž za zásluhy I. stupně za přínos v dialogu o česko-německých vztazích.

### Ocenění
- 2007 – Záslužný řád Spolkové republiky Německo I. stupně
- 2013 – zvolen členem Učené společnosti ČR[1]
- 2025 – medaile Františka Palackého za zásluhy v historických vědách (čestná oborová medaile Akademie věd ČR)[2]

## Knižní publikace
- Měšťanská vzdělanost a kultura v předbělohorských Čechách 1547–1620 (Všední dny kulturního života). Praha : Karolinum, 1993.
- Od aglomerace k velkoměstu. Praha a středoevropské metropole 1850–1920. Praha : Scriptorium, 1999.
- Praha. (řada Dějiny českých měst) Praha : Lidové noviny, 2000. (s V. Ledvinkou)
- Německé dějiny optikou recensenta. Literatura o dějinách německy mluvící střední Evropy 19. a 20. století v recensích Jiřího Peška z let 1990–2002. Praha : Historický ústav AV ČR, 2004.
- Věda a politika. Německé společenskovědní ústavy v zahraničí (1880–2010). Praha : Karolinum, 2013. (s L. Filipovou a kolektivem)
- Napříč kontinentem soudobých dějin. Evropská historiografie po konci studené války. Praha : Argo, 2013. (s kolektivem)
- Soudobé dějiny v pohybu. Rakouský výzkum dějin 20. století. Praha : Karolinum, 2013. (s O. Rathkolbem a kolektivem)
- „Setkávání s Klio“. Studie z dějin dějepisectví. Praha : Academia, 2014.
- Jeho Praha. Výbor statí Jiřího Peška k dějinám Prahy. Praha : Scriptorium/Archiv hlavního města Prahy, 2014. (edd. O. Fejtová, K. Jíšová, M. Power, H. Svatošová)
- Velmocenské ambice v dějinách. The ambitions of powerful states in history. Praha : Učená společnost České republiky, 2015. (s J. Pánkem a P. Vorlem)
- Neporažené! Praha - Vídeň - Varšava: tři metropole v převratech 20. století. Praha: Academia, 2023. (s kolektivem)

## Členství v odborných komisích a organizacích
- Česko-německá komise historiků (spolupředseda 2001–2008)
- Sdružení historiků České republiky (předseda 2002–2005)
- Collegium Carolinum (člen předsednictva 2004–2009)
- Historische Kommission für die Böhmischen Länder (dopisující člen)
- Akreditační komise MŠMT, stálá pracovní skupina pro historii
- AKTION Česká republika – Rakousko, řídící grémium
- Učená společnost České republiky
- (ex) Evaluační komise pro společenskovědné ústavy AV ČR (předseda)
- (ex) Český národní komitét historiků